# David J. Wineland
David Jeffrey Wineland (født 24. februar 1944) er en amerikansk fysiker og nobelprismodtager, der arbejder for National Institute of Standards and Technology (NIST). Hans arbejde inkluderer udvikling inden for optik, særligt laser-kølet indfangning af ioner og brug af ioner til kvantecomputerberegninger. Han modtog nobelprisen i fysik i 2012 sammen med with Serge Haroche, for i 2012 sammen med Serge Haroche for " banebrydende eksperimentelle metoder der muliggøre måling og manipulation af individuelle kvantemekaniske systemer", et studie af lystpartiklen, foton.